# Gallus Anonymus
Gallus Anonymus (in italiano: Gallo Anonimo) è l'autore anonimo della prima Cronaca polacca. Noto anche solo come Gallo (in polacco: Gall), probabilmente è stato un monaco benedettino vissuto intorno al XI-XII secolo.
Nella Cronaca scritta in latino racconta la storia della Polonia, dall'inizio della dinastia dei Piast fino circa al 1113 durante il regno di Boleslao III.

## Le origini

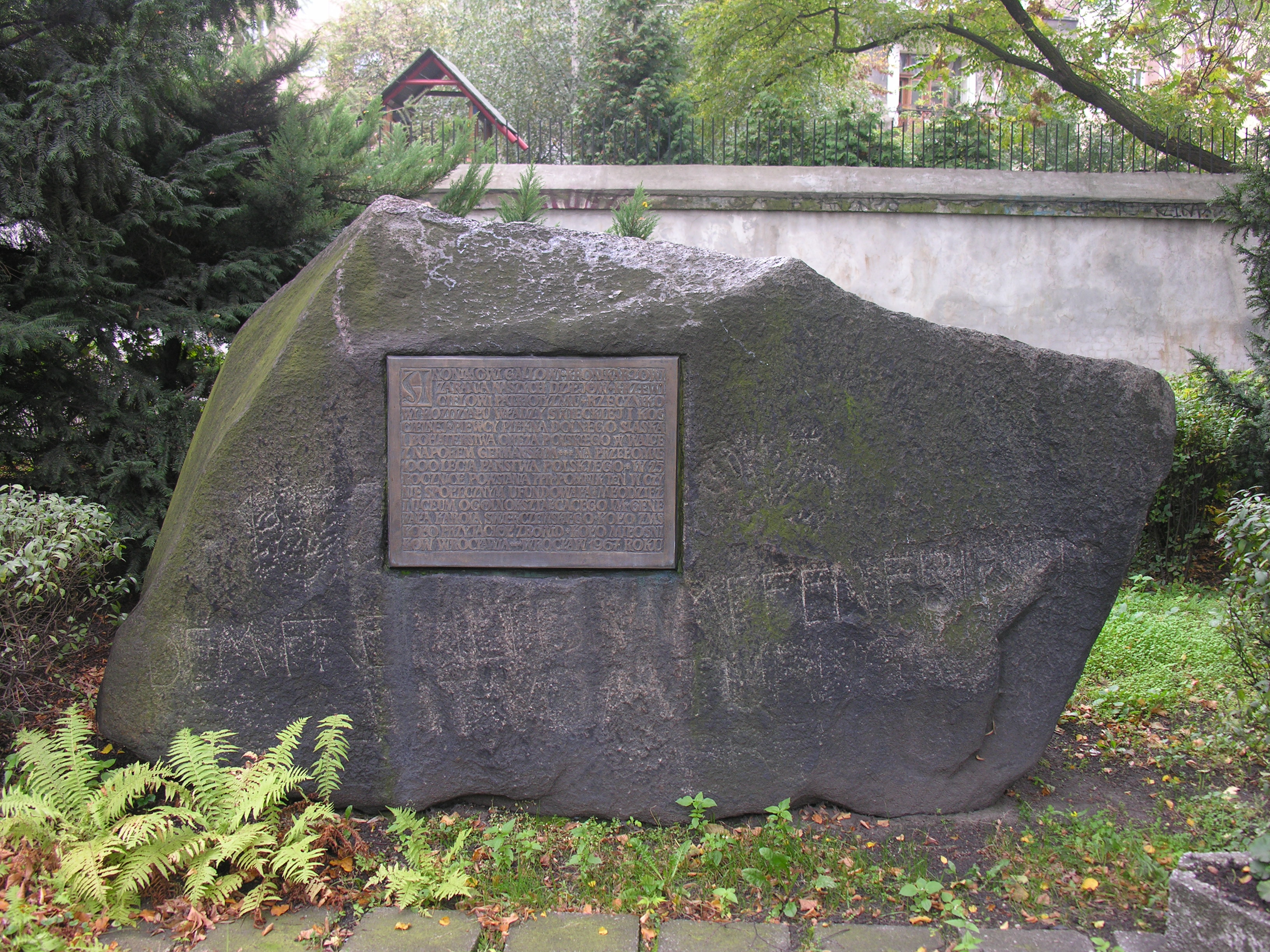
Monumento di pietra dedicato a Gallus, situato a Wrocław

Abbiamo poche informazioni certe circa le origini e la vita dell'autore. Il suo intento, espresso esplicitamente nella Cronaca, fu quello di restare anonimo. Gallo scrisse inoltre all'interno della Cronaca, rivolgendosi ai vescovi polacchi, che non vuole suscitare l'invidia o usurpare il posto di nessuno, in quanto è solo un pellegrino straniero interessato all'ottenimento di un'adeguata ricompensa e al ritorno nel suo luogo di professione:
La concentrazione di Gallo sui personaggi e sugli eventi conferma la sua volontà di restare al di fuori del centro di attenzione, ma rende più difficile la sua identificazione e il suo collocamento temporale.

### Periodo di vita
L'autore della Cronaca è vissuto durante il regno di Boleslao III, al quale ha dedicato più volte la sua opera. In un solo punto della Cronaca si riferisce a un evento al quale aveva partecipato. Si tratta del pellegrinaggio penitenziale di Boleslao III avvenuto nel 1113, nel monastero di Somogyvár in Ungheria. Intorno alla data di quell'evento l'autore arrivò alla corte reale polacca dove compose la Cronaca con l'aiuto del cancelliere Michał Adwaniec, che secondo alcune fonti ordinò la composizione dell'opera, e del vescovo Paweł. Ad entrambi dedicò due parti della Cronaca. Dalle fonti storiche risulta che Paweł fu vescovo di Poznań proprio intorno al 1113.
La Cronaca si interrompe per motivi sconosciuti nella sezione dedicata al regno di Boleslao III. Si tratta della terza sezione dell'opera, ambientata intorno al 1109 – 1113, durante le campagne vittoriose contro la Pomerania, il Sacro Romano Impero  di Enrico V e i Boemi. L'ultimo riferimento temporale è presente alla fine della terza sezione. Gallo si riferisce al re d'Ungheria, Colomanno, come a una persona vivente al tempo della composizione del testo. Colomanno morì nel 1116 quindi possiamo affermare che il testo fu dettato al più tardi nel 1116.
Successivamente nel 1117 la famiglia Adwaniec cadde in disgrazia. Nell'introduzione alla terza sezione dell'opera infatti non appare più la dedica al cancelliere Michal Adwaniec. Si crede che questo conflitto ebbe come risultato l'interruzione della Cronaca. In seguito a questo fatto Gallo probabilmente lasciò la Polonia.

### Origine del nome

La più antica iscrizione del nome "Gallus", nota di Marcin Kromer

Il nome Gallo appare per la prima volta in una nota del XVI secolo del vescovo e storico Marcin Kromer. Tradizionalmente a partire da quella nota, nella quale l'autore sostiene la provenienza francese dell'autore chiamandolo per l'appunto Gallo ("Un gallo ha scritto questa storia"), gli storici iniziano ad adottare questa convenzione.

### Educazione e professione
Gallo era una persona colta, aveva un'ottima conoscenza del latino e della Bibbia. Dalla Cronaca risulta che conosceva anche la mitologia romana. Nel testo sono presenti riferimenti alle opere classiche di autori tra i quali Virgilio, Ovidio e Cesare.
Gli storici ritengono che abbia ricevuto un'educazione riservata esclusivamente ai nobili e ai monaci dell'epoca. Inoltre dalla lettura del testo risulta che egli era già uno scrittore esperto e prima di scrivere la Cronaca aveva probabilmente già pubblicato altri lavori in precedenza.
La particolare abilità letteraria, lo stile dotato di una rilevante elasticità sono caratteristici dei monaci benedettini. Nell'opera l'autore si riferisce alla sua professione di fede, in particolare ai suoi voti. Afferma che dopo aver completato il suo lavoro sarebbe ritornato alla sua professione, ma non dice esplicitamente di essere un monaco benedettino.

## Ipotesi sulla provenienza
Cronologicamente la prima delle ipotesi sulla sua provenienza fu quella francese; in seguito si affermò quella ungherese. Attualmente sembra prevalere l'ipotesi di una sua origine veneziana. Tuttavia è probabile che l'autore abbia fatto diversi viaggi e acquisito alcune tecniche di scrittura tipiche dei luoghi visitati che possono confondere gli studiosi.

### Ipotesi francese e vallone-fiamminga
È una delle ipotesi più diffuse: lo stesso soprannome Gallo assegnato da Marcin Kromer si riferisce proprio alla sua presunta origine francese. Seconda questa ipotesi fu legato al monastero benedettino di Saint-Gilles in Provenza. La Cronaca presenta in effetti alcune tracce linguistiche antico francesi e nel testo sono presenti vari riferimenti a Sant'Egidio.
Alcuni storici hanno ipotizzato anche che Gallo provenisse dalla Vallonia o dalle Fiandre. In particolare una sua possibile presenza nell'abbazia di San Lorenzo di Liegi gode di un riscontro nel testo della Cronaca. L'autore menzionò dettagliatamente gli ultimi anni di Enrico IV di Franconia. Si riferì inoltre al giorno di San Lorenzo, patrono dell'abbazia di Liegi in occasione della vittoria di Boleslao III sui Pomerani.

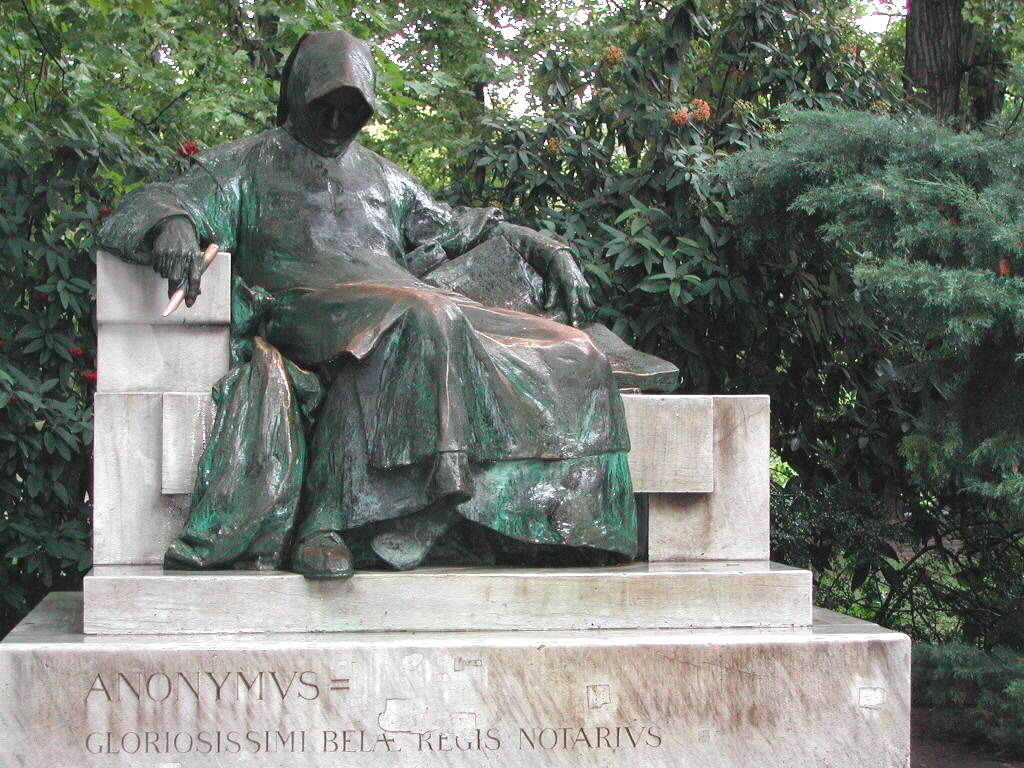
Monumento dedicato all'autore anonimo di Gesta Hungarorum situato a Budapest, nel Castello di Vajdahunyad.

### Ipotesi ungherese
Nella Cronaca risulta evidente una profonda conoscenza di Gallo della storia e geografia ungherese, e questo fa pensare che prima di giungere in Polonia abbia vissuto per lungo tempo in quella nazione. La sua presenza nel monastero di Somogyvár in Ungheria nel 1113 è confermata dallo stesso autore.
Infatti tra gli eventi raccontati nell'ultima sezione della Cronaca fu descritto il pellegrinaggio penitenziale di Boleslao III. Gallo raccontò il motivo di questo pellegrinaggio, causato dell'accecamento di Zbigniew di Polonia da parte di suo fratello, Boleslao III. Un fatto che suscitò molta avversione da parte dei suoi sostenitori.
Sempre intorno al XII secolo venne composta la prima cronaca Ungherese (Gesta Hungarorum), scritta anch'essa da un autore anonimo, ma non esistono fonti attendibili che possano confermare che i due autori fossero la stessa persona.

### Ipotesi veneziana

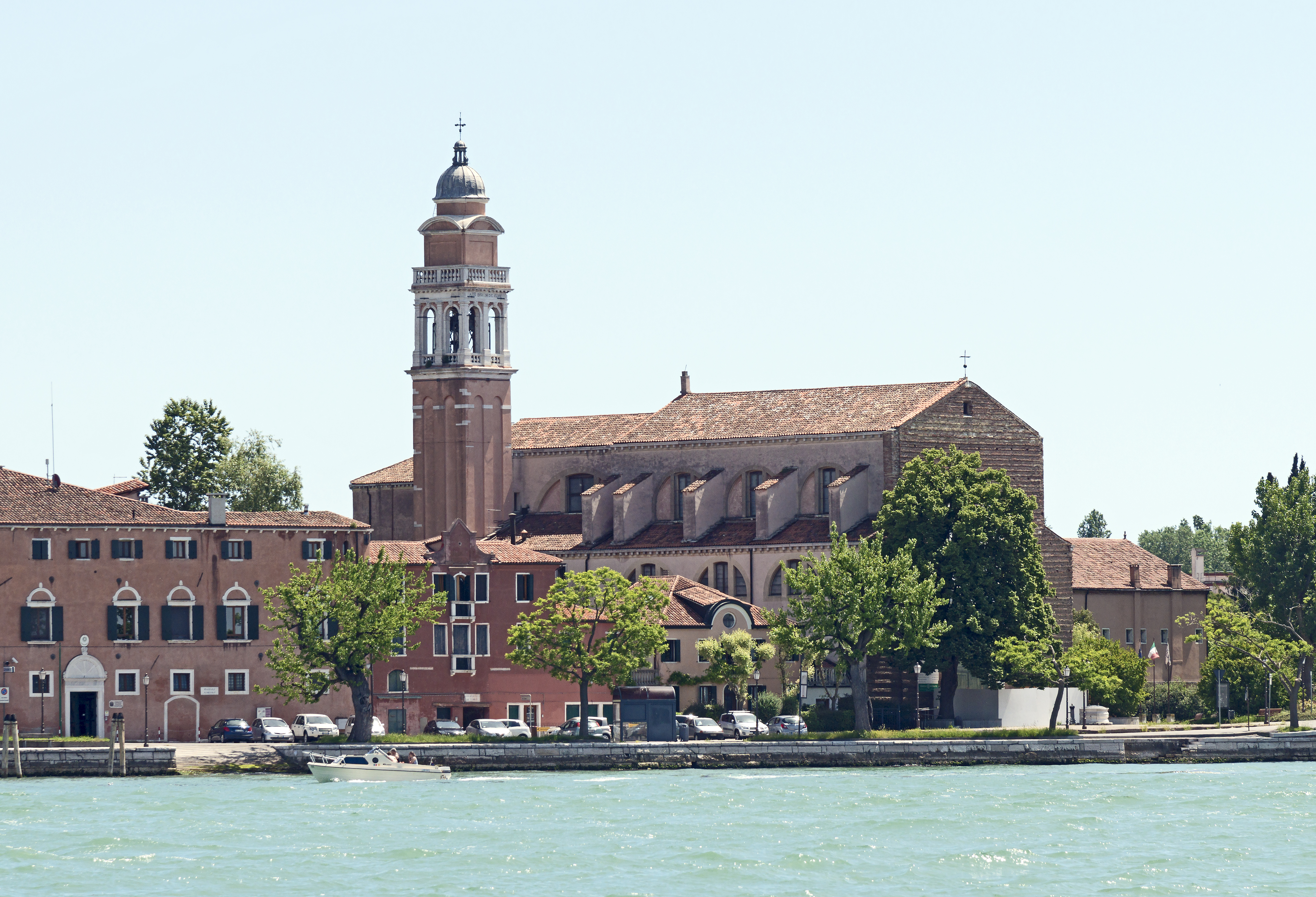
Chiesa di San Nicolò al Lido, Venezia. Secondo la teoria veneziana, luogo di provenienza di Gallus Anonymus

È un'ipotesi che recentemente sta acquistando importanza soprattutto grazie agli studi di Tomasz Jasiński, storico dell'Università Adam Mickiewicz di Poznań. Secondo tale teoria Gallo fu un monaco benedettino del monastero veneziano di San Nicolò al Lido. Sono stati individuati fatti storici e linguistici che sembrano confermare questa teoria. Nel 1110, durante un maremoto, il monastero aveva riportato gravi danni strutturali e i monaci furono costretti a spostarsi in altri luoghi. Secondo Jasiński, tra i monaci ci fu Gallo, che si sarebbe trasferito proprio alla corte di Boleslao III. Possiamo pensare che l'autore fosse interessato alla ricompensa, proprio per tornare al monastero e restituirgli splendore.
Dal punto di vista linguistico la Storia della traslazione di San Nicola (in latino: Storia de translatione sancti Magni Nicolai) presenta lo stesso stile ed è probabile che sia stata scritta dallo stesso autore della Cronaca (entrambe le opere risultano scritte da autori anonimi). Secondo Jasiński lo stile letterario della Traslazione, che narra dell'ottenimento e del trasporto della reliquia del santo da Mira a Venezia, è identico alla Cronaca. Entrambi i testi hanno una forma simile per quanto riguarda la presentazione della storia e sono state individuate alcune forme retoriche, vocaboli ricorrenti e locuzioni che coincidono in tutti e due i testi.
Esistono altri indizi meno definitivi come la conoscenza della via Egnatia, un'antica strada conosciuta dai veneziani, fino alle abitudini come l'avversione dell'autore per il pesce sotto sale popolare all'epoca nelle tavole polacche.

## Influenza culturale
La Cronaca polacca di Gallo Anonimo costituisce il primo tentativo di presentare la storia dello Stato polacco. L'attendibilità dell'opera è universalmente riconosciuta, nonostante sia impossibile accertare che tutti i fatti siano stati presentati in maniera oggettiva, a causa della scarsità di altre fonti scritte dell'epoca.
L'opera di Gallo è stata ripresa successivamente dagli altri storici e cronisti, tra i quali Vincenzo Kadłubek, il quale nella sua Chronica seu originale regum et principum Poloniae, si era basato proprio sulle fonti provenienti dalla Cronaca di Gallus.
In particolare, spesso vennero riprese parti del pensiero di Gallo nelle quali l'autore affermò che la liberalità è la massima virtù del principe il quale deve la sua autorità a Dio e al popolo. Un pensiero che influenzò la storia polacca, con l'avvento nel XVI secolo della cosiddetta libertà dorata.